# ECHL Defenseman of the Year
Der ECHL Defenseman of the Year ist eine Eishockeytrophäe der ECHL. Er wird jährlich an den besten Abwehrspieler der regulären Saison in der ECHL verliehen.

## Gewinner
| Saison  | Spieler                  | Team                   |
| ------- | ------------------------ | ---------------------- |
| 2024/25 | Kyle Mayhew              | Fort Wayne Komets      |
| 2023/24 | Patrick Kudla            | Idaho Steelheads       |
| 2022/23 | Owen Headrick            | Idaho Steelheads       |
| 2021/22 | Charles-Édouard D’Astous | Utah Grizzlies         |
| 2020/21 | Les Lancaster            | Allen Americans        |
| 2019/20 | Alex Breton              | Allen Americans        |
| 2018/19 | Eric Knodel              | Cincinnati Cyclones    |
| 2017/18 | Matt Register            | Colorado Eagles        |
| 2016/17 | Matt Register            | Colorado Eagles        |
| 2015/16 | Mathew Maione            | Wheeling Nailers       |
| 2014/15 | Mike Little              | Florida Everblades     |
| 2013/14 | Matt Register            | Ontario Reign          |
| 2012/13 | Sacha Guimond            | Gwinnett Gladiators    |
| 2011/12 | Aaron Schneekloth        | Colorado Eagles        |
| 2010/11 | Eric Regan               | Elmira Jackals         |
| 2009/10 | Jean-Claude Sawyer       | Toledo Walleye         |
| 2008/09 | Dylan Yeo                | Victoria Salmon Kings  |
| 2007/08 | Peter Metcalf            | Alaska Aces            |
| 2006/07 | Jon Awe                  | Gwinnett Gladiators    |
| 2005/06 | Ryan Gaucher             | Alaska Aces            |
| 2004/05 | Ray DiLauro              | Wheeling Nailers       |
| 2003/04 | Corey Neilson            | Pensacola Ice Pilots   |
| 2002/03 | Jim Baxter               | Mississippi Sea Wolves |
| 2001/02 | Duncan Dalmao            | Roanoke Express        |
| 2000/01 | Tom Nemeth               | Dayton Bombers         |
| 1999/00 | Tom Nemeth               | Dayton Bombers         |
| 1998/99 | Chris Valicevic          | Louisiana IceGators    |
| 1997/98 | Chris Valicevic          | Louisiana IceGators    |
| 1996/97 | Chris Valicevic          | Louisiana IceGators    |
| 1995/96 | Chris Valicevic          | Louisiana IceGators    |
| 1994/95 | Brandon Smith            | Dayton Bombers         |
| 1993/94 | Tom Nemeth               | Dayton Bombers         |
| 1992/93 | Derek Booth              | Toledo Storm           |
| 1991/92 | Scott White              | Greensboro Monarchs    |
| 1990/91 | Brett McDonald           | Nashville Knights      |
| 1989/90 | Bill Whitfield           | Virginia Lancers       |
| 1988/89 | Kelly Szautner           | Erie Panthers          |